# Clara Belle Williams
Clara Belle Williams, nascida Clara Belle Drisdale (Plum, 29 de outubro de 1885 – Chicago, 3 de julho de 1994) foi uma professora norte-americana, primeira mulher negra a se formar na Universidade Estadual do Novo México.

## Biografia
Clara nasceu na comunidade de Plum, não incorporada no condado de Fayette, no Texas, em 1885. Era filha de Isaac e Melinda Drisdale, trabalhadores rurais em La Grange, também no Texas. Era a irmã mais velha entre as cinco crianças do casal. Em 1901, ela entrou em uma escola técnica, onde ganhou diploma de licenciatura. Casou-se com Jasper Williams em 1917. Ela começou a lecionar em Cameron antes de se mudar para El Paso, onde ela e o marido eram donos de uma farmácia até ela pegar fogo.
Clara ajudava sua família no Texas com o salário de professora no Novo México. Inicialmente, sua sala tinha cinco alunos, sendo dois seus filhos e três outras crianças da comunidade. Por 20 anos, Clara lecionou na escola Booker T. Washington, em Las Cruces. Lá ela, em 1928, começou a frequentar cursos de verão na New Mexico College of Agriculture and Mechanic Arts, na Universidade Estadual do Novo México. Em 1937, aos 51 anos, foi a primeira mulher negra a se formar na nesta instituição, com bacharelado em Artes e formação em Literatura Inglesa.
Em 1937, aos 51 anos, foi a primeira mulher negra a se formar na Universidade Estadual do Novo México. Por ser negra, ela era impedida de se sentar na sala de aula, então Clara ficava no corredor, ao lado da porta, tomando notas, em pé.Também por ser negra, sua turma boicotou a cerimonia de formatura.
Seu marido Jasper morreu em 1946 e em 1950, Clara, já aposentada, e seus três filhos se mudaram para Chicago. Charles, Jasper Jr. e James eram todos médicos. Em 1961, os três irmãos realizaram um sonho antigo de abrirem uma clínica própria. Investindo as economias juntadas em anos de trabalho, Clara ajudou os filhos a abrir uma clínica com mais de 200 leitos no centro da cidade. Jasper, morto em 1985, era ginecologista e obstetra, James era cirurgião e Charles era clínico geral. Clara trabalhou como recepcionista na clínica, até que se aposentou em 1978.

## Morte
Depois de sua aposentadoria, Clara passou a viver com os filhos e depois com os netos. Ela teve seis netos, quatro bisnetos e dois trinetos. Clara morreu em Chicago, em 3 de julho de 1994, aos 108 anos e foi sepultada no Cemitério Burr Oak, em Alsip.

## Homenagens
A Fine Arts Guild of the Order of Eastern Star de Chicago a nomeou como uma surpreendente mãe e mulher de negócios. A National Education Association a indicou para o Hall da Fama da associação em 1977, mesmo ano em que ela recebeu a National Medical Association Scroll of Merit. Em 1980, a Universidade Estadual do Novo México lhe conferiu um doutorado honorário em direito, quarenta anos depois que ela foi impedida de colar grau com os colegas. Uma bolsa de estudos na pós-graduação na Universidade do Novo México leva seu nome em sua homenagem.
Uma das principais vias do campus da universidade, a Williams Street é em sua homenagem. O prédio da literatura inglesa também leva seu nome, chamando-se hoje Clara Belle Williams Hall. Todos os anos, a universidade celebra seu dia, em 13 de fevereiro, data de sua formatura.